# Rivals
Rivals är en brittisk-amerikansk dramaserie vars första säsong hade premiär den 18 oktober 2024 på Disney+. Första säsongen består av 8 avsnitt.

## Handling
Serien kretsar kring Rupert Campbell-Black och Tony Baddingham och följer överflödet och de chockerande upptågen hos den sociala eliten i 1980-talets England.

## Rollista (i urval)
- Alex Hassell - Rupert Campbell-Black
- David Tennant - Lord Tony Baddingham
- Aidan Turner - Declan O’Hara
- Victoria Smurfit - Maud O'Hara
- Bella Maclean - Taggie O'Hara
- Nafessa Williams - Cameron Cook
- Katherine Parkinson - Lizzie Vereker
- Oliver Chris - James Vereker
- Danny Dyer - Freddie Jones
- Claire Rushbrook - Lady Monica Baddingham
- Luke Pasqualino - Basil ‘Bas’ Baddingham
- Annabel Scholey - Beattie Johnson